# Merkendorf (Bawaria)
Merkendorf (wschodniofrank. Mergadoff, hist. Merkendorf bei Ansbach) – miasto w Niemczech, w kraju związkowym Bawaria, w rejencji Środkowa Frankonia, w regionie Westmittelfranken, w powiecie Ansbach. Leży około 15 km na południowy wschód od Ansbachu, przy drodze B13 i linii kolejowej Monachium – Würzburg.

## Dzielnice
W skład miasta wchodzą następujące dzielnice: 
- Bammersdorf
- Dürrnhof
- Gerbersdorf
- Großbreitenbronn
- Heglau
- Hirschlach
- Kleinbreitenbronn
- Merkendorf
- Neuses
- Triesdorf Bahnhof
- Waldeck
- Weißbachmühle
- Willendorf

## Współpraca
Miejscowości partnerskie:
- Merkendorf, Austria
- Merkendorf – dzielnica gminy Itzgrund, Bawaria
- Merkendorf – dzielnica gminy Memmelsdorf, Bawaria
- Merkendorf – dzielnica gminy Schashagen, Szlezwik-Holsztyn
- Merkendorf, Turyngia